# Omorgus crotchi
Omorgus crotchi är en skalbaggsart som beskrevs av Edgar von Harold 1871. Omorgus crotchi ingår i släktet Omorgus och familjen knotbaggar. Inga underarter finns listade i Catalogue of Life.